# 1142
Il 1142 (MCXLII in numeri romani) è un anno  del XII secolo.

## Eventi
- Ruggero II d'Altavilla (detto Il Normanno) promulga le Assise di Ariano

## Nati
- 23 marzo - Al-Mustadi', califfo († 1180)
- Goffredo III di Lovanio, duca († 1190)
- Takanobu, pittore e poeta giapponese († 1205)

## Morti
- 4 gennaio - Clemenza d'Aquitania, nobildonna francese
- 16 gennaio - Eilika di Sassonia, nobile tedesca
- 27 gennaio - Yue Fei, patriota e militare cinese (n. 1103)
- 13 febbraio - Fujiwara no Mototoshi, poeta giapponese (n. 1060)
- 21 aprile - Pietro Abelardo, filosofo, teologo e insegnante franco (n. 1079)
- 13 giugno - Goffredo II di Lovanio, nobile francese
- 25 giugno - Guglielmo da Vercelli, abate, religioso e santo italiano (n. 1085)
- 27 giugno - Ghigo IV d'Albon, nobile francese
- 27 luglio - Bertoldo di Garsten, abate e santo tedesco (n. 1060)
- 2 agosto - Alessio Comneno, nobile bizantino (n. 1106)
- 8 agosto - Oddone IV, vescovo cattolico italiano
- 10 novembre - Gottifredo degli Alberti, vescovo cattolico italiano
- Arberto, vescovo cattolico italiano
- Andronico Comneno, bizantino
- Elimar II di Oldenburg, conte tedesco (n. 1070)
- Guglielmo I di Bures, cavaliere medievale francese
- Mainardo I di Gorizia, conte (n. 1102)
- Nicola di Černihiv, monaco cristiano e santo ucraino
- Rodolfo di Domfront, patriarca cattolico francese
- Orderico Vitale, monaco cristiano e storico inglese (n. 1075)

## Calendario
| Calendario 1142 | Calendario 1142 | Calendario 1142 | Calendario 1142 | Calendario 1142 | Calendario 1142 | Calendario 1142 | Calendario 1142 | Calendario 1142 | Calendario 1142 | Calendario 1142 | Calendario 1142 | Calendario 1142 | Calendario 1142 | Calendario 1142 | Calendario 1142 | Calendario 1142 | Calendario 1142 | Calendario 1142 | Calendario 1142 | Calendario 1142 | Calendario 1142 | Calendario 1142 | Calendario 1142 | Calendario 1142 | Calendario 1142 | Calendario 1142 | Calendario 1142 | Calendario 1142 | Calendario 1142 | Calendario 1142 | Calendario 1142 | Calendario 1142 |
| --------------- | --------------- | --------------- | --------------- | --------------- | --------------- | --------------- | --------------- | --------------- | --------------- | --------------- | --------------- | --------------- | --------------- | --------------- | --------------- | --------------- | --------------- | --------------- | --------------- | --------------- | --------------- | --------------- | --------------- | --------------- | --------------- | --------------- | --------------- | --------------- | --------------- | --------------- | --------------- | --------------- |
|                 | 1               | 2               | 3               | 4               | 5               | 6               | 7               | 8               | 9               | 10              | 11              | 12              | 13              | 14              | 15              | 16              | 17              | 18              | 19              | 20              | 21              | 22              | 23              | 24              | 25              | 26              | 27              | 28              | 29              | 30              | 31              |                 |
| Gennaio         | Gi              | Ve              | Sa              | Do              | Lu              | Ma              | Me              | Gi              | Ve              | Sa              | Do              | Lu              | Ma              | Me              | Gi              | Ve              | Sa              | Do              | Lu              | Ma              | Me              | Gi              | Ve              | Sa              | Do              | Lu              | Ma              | Me              | Gi              | Ve              | Sa              |                 |
| Febbraio        | Do              | Lu              | Ma              | Me              | Gi              | Ve              | Sa              | Do              | Lu              | Ma              | Me              | Gi              | Ve              | Sa              | Do              | Lu              | Ma              | Me              | Gi              | Ve              | Sa              | Do              | Lu              | Ma              | Me              | Gi              | Ve              | Sa              |                 |                 |                 |                 |
| Marzo           | Do              | Lu              | Ma              | Me              | Gi              | Ve              | Sa              | Do              | Lu              | Ma              | Me              | Gi              | Ve              | Sa              | Do              | Lu              | Ma              | Me              | Gi              | Ve              | Sa              | Do              | Lu              | Ma              | Me              | Gi              | Ve              | Sa              | Do              | Lu              | Ma              |                 |
| Aprile          | Me              | Gi              | Ve              | Sa              | Do              | Lu              | Ma              | Me              | Gi              | Ve              | Sa              | Do              | Lu              | Ma              | Me              | Gi              | Ve              | Sa              | Do              | Lu              | Ma              | Me              | Gi              | Ve              | Sa              | Do              | Lu              | Ma              | Me              | Gi              |                 |                 |
| Maggio          | Ve              | Sa              | Do              | Lu              | Ma              | Me              | Gi              | Ve              | Sa              | Do              | Lu              | Ma              | Me              | Gi              | Ve              | Sa              | Do              | Lu              | Ma              | Me              | Gi              | Ve              | Sa              | Do              | Lu              | Ma              | Me              | Gi              | Ve              | Sa              | Do              |                 |
| Giugno          | Lu              | Ma              | Me              | Gi              | Ve              | Sa              | Do              | Lu              | Ma              | Me              | Gi              | Ve              | Sa              | Do              | Lu              | Ma              | Me              | Gi              | Ve              | Sa              | Do              | Lu              | Ma              | Me              | Gi              | Ve              | Sa              | Do              | Lu              | Ma              |                 |                 |
| Luglio          | Me              | Gi              | Ve              | Sa              | Do              | Lu              | Ma              | Me              | Gi              | Ve              | Sa              | Do              | Lu              | Ma              | Me              | Gi              | Ve              | Sa              | Do              | Lu              | Ma              | Me              | Gi              | Ve              | Sa              | Do              | Lu              | Ma              | Me              | Gi              | Ve              |                 |
| Agosto          | Sa              | Do              | Lu              | Ma              | Me              | Gi              | Ve              | Sa              | Do              | Lu              | Ma              | Me              | Gi              | Ve              | Sa              | Do              | Lu              | Ma              | Me              | Gi              | Ve              | Sa              | Do              | Lu              | Ma              | Me              | Gi              | Ve              | Sa              | Do              | Lu              |                 |
| Settembre       | Ma              | Me              | Gi              | Ve              | Sa              | Do              | Lu              | Ma              | Me              | Gi              | Ve              | Sa              | Do              | Lu              | Ma              | Me              | Gi              | Ve              | Sa              | Do              | Lu              | Ma              | Me              | Gi              | Ve              | Sa              | Do              | Lu              | Ma              | Me              |                 |                 |
| Ottobre         | Gi              | Ve              | Sa              | Do              | Lu              | Ma              | Me              | Gi              | Ve              | Sa              | Do              | Lu              | Ma              | Me              | Gi              | Ve              | Sa              | Do              | Lu              | Ma              | Me              | Gi              | Ve              | Sa              | Do              | Lu              | Ma              | Me              | Gi              | Ve              | Sa              |                 |
| Novembre        | Do              | Lu              | Ma              | Me              | Gi              | Ve              | Sa              | Do              | Lu              | Ma              | Me              | Gi              | Ve              | Sa              | Do              | Lu              | Ma              | Me              | Gi              | Ve              | Sa              | Do              | Lu              | Ma              | Me              | Gi              | Ve              | Sa              | Do              | Lu              |                 |                 |
| Dicembre        | Ma              | Me              | Gi              | Ve              | Sa              | Do              | Lu              | Ma              | Me              | Gi              | Ve              | Sa              | Do              | Lu              | Ma              | Me              | Gi              | Ve              | Sa              | Do              | Lu              | Ma              | Me              | Gi              | Ve              | Sa              | Do              | Lu              | Ma              | Me              | Gi              |                 |